# AEG DJ.I
O AEG DJ.I foi um altamente padronizado bombardeiro de mergulho biplano da Primeira Guerra Mundial que teve a sua avaliação realizada no período do Armistício.